# Clarkson (Kentucky)
Clarkson és una població dels Estats Units a l'estat de Kentucky. Segons el cens del 2000 tenia 794 habitants.

## Demografia
Segons el cens del 2000, Clarkson tenia 794 habitants, 353 habitatges, i 226 famílies. La densitat de població era de 537,8 habitants/km².
Dels 353 habitatges en un 30,3% hi vivien nens de menys de 18 anys, en un 43,6% hi vivien parelles casades, en un 17% dones solteres, i en un 35,7% no eren unitats familiars. En el 32,6% dels habitatges hi vivien persones soles el 12,7% de les quals corresponia a persones de 65 anys o més que vivien soles. El nombre mitjà de persones vivint en cada habitatge era de 2,25 i el nombre mitjà de persones que vivien en cada família era de 2,74.
Per edats la població es repartia de la següent manera: un 24,4% tenia menys de 18 anys, un 12,3% entre 18 i 24, un 26,8% entre 25 i 44, un 22,3% de 45 a 60 i un 14,1% 65 anys o més.
L'edat mediana era de 34 anys. Per cada 100 dones de 18 o més anys hi havia 84 homes.
La renda mediana per habitatge era de 21.625 $ i la renda mediana per família de 28.000 $. Els homes tenien una renda mediana de 27.308 $ mentre que les dones 19.861 $. La renda per capita de la població era d'11.888 $. Entorn del 20% de les famílies i el 21,9% de la població estaven per davall del llindar de pobresa.

## Poblacions més properes
El següent diagrama mostra les poblacions més properes.